# 맨발의 청춘 (최희준의 노래)
〈맨발의 청춘〉은 1964년에 개봉된 김기덕 감독의 《맨발의 청춘》의 주제곡이다. 가수 최희준이 불렀다.